# Malleatia rara
Malleatia rara är en mossdjursart som beskrevs av Jullien och Calvet 1903. Malleatia rara ingår i släktet Malleatia och familjen Phidoloporidae. Inga underarter finns listade i Catalogue of Life.